# Huo Liang
Huo Liang (Shanghái, República Popular China, 29 de septiembre de 1989) es un clavadista o saltador de trampolín chino especializado en saltos desde la plataforma de 10 metros, donde consiguió ser campeón mundial en 2007, 2009 y 2011.

## Carrera deportiva
En el Campeonato Mundial de Natación de 2007 celebrado en Melbourne (Australia) ganó la medalla de oro en los saltos sincronizados desde la plataforma de 10 metros, con una puntuación de 489 puntos, por delante de los rusos y estadounidenses, siendo su compañero de saltos Lin Yue; volvió a ganar la medalla de oro en la misma prueba dos años después, en el Campeonato Mundial de Natación de 2009 celebrado en Roma y otros dos años más tarde en el Campeonato Mundial de Natación de 2011 de Shanghái. Además logró el oro de nuevo en los saltos sincronizados desde la plataforma en los Juegos Olímpicos de Pekín 2008.